# 小畑千秋
小畑 千秋（おばた ちあき、1911年10月24日 - 1995年9月16日）は、日本の経営者。日本ペイント社長を務めた。兵庫県出身。位階は正五位。

## 経歴
1935年に神戸商業大学を卒業し、日本生命保険での勤務を経て、1937年12月に日本ペイントに入社。1944年2月に取締役に就任し、1946年2月に常務、1952年12月に専務を経て、1965年6月には社長に就任。1975年7月には会長に就任。
1973年4月に藍綬褒章を受章し、1981年11月に勲三等瑞宝章を受章した。
1995年9月16日心不全のために死去。83歳没。死没日付をもって正五位に叙された。